# Neeses
Neeses – miasto w Stanach Zjednoczonych, w stanie Karolina Południowa, w hrabstwie Orangeburg.